# Sultân Valâd
 (janvier 2020).
Si vous disposez d'ouvrages ou d'articles de référence ou si vous connaissez des sites web de qualité traitant du thème abordé ici, merci de compléter l'article en donnant les références utiles à sa vérifiabilité et en les liant à la section « Notes et références ».
Baha al-Din Muhammad-i Walad  (Perse: بها الدین محمد ولد), mieux connu sous le nom de Sultan Veled ou Sultan Walad était l'aîné des deux enfants de Djalâl ad-Dîn Rûmî, et l'un des fondateurs des Mevlevi ; né en 1226, il est mort en 1312 (à l'âge d'environ 90 ans).

## Biographie
Il reçoit le nom Sultan al-Ulama (« prince des savants ») de son grand-père, Baha al-Din Walad. Son père, Rûmi, l'envoie avec son autre fils, Ala al-Din Muhammad, à Alep et Damas pour étudier les sciences religieuses. Sultan Walad était très proche de son père et ils avaient une grande confiance réciproque. C'est lui qui cherchera Shams Tabrizi (le derviche ayant initié Rûmi) lorsqu'il disparaîtra.
Il épouse Fatima Khatun, fille d'un orfèvre du nom de Salah al-Din Zarkub. Ils ont deux filles et un garçon (Jalal Ali-Din Arif). Après la mort de son père, Sultan Walad laisse la succession de l'Ordre des Mevlevi à Husam Al-Din Chelebî (en), avant de reprendre sa direction, à la mort de ce dernier en 1284, sur les encouragements de son entourage.	
Les véritables débuts de l'Ordre des Mevlevi datent du moment où Sultan Walad réorganise la confrérie avec les successeurs de son père. Il fait ériger un mausolée en hommage à Rûmi, qui deviendra le centre de cette confrérie.
Il meurt à Konya en 1312, âgé d'environ quatre-vingt-dix ans. Sa renommée viendra tardivement car il vécut pendant plus de cinquante ans dans l'ombre de son père.